# Arnstein (Saxônia-Anhalt)
Arnstein é um município da Alemanha, situado no distrito de Mansfeld-Südharz, no estado de Saxônia-Anhalt. Tem 121,71 km² de área, e sua população em 2019 foi estimada em 6.553 habitantes.